# چشمه نی
چشمه نی نام روستایی از توابع بخش انابد شهرستان بردسکن، استان خراسان رضوی است.

## جمعیت
این روستا در دهستان درونه قرار دارد و براساس سرشماری سال ۱۳۸۵ جمعیت آن ۵۱ نفر (۱۲ خانوار) بوده است.